# Hemichromis bimaculatus
Hemichromis bimaculatus is een  straalvinnige vissensoort uit de familie van cichliden (Cichlidae). De wetenschappelijke naam van de soort is voor het eerst geldig gepubliceerd in 1862 door Gill. De Nederlandse naam voor deze soort is Rode Acara. 
De soort staat op de Rode Lijst van de IUCN als niet bedreigd, beoordelingsjaar 2009.